# Nanga Eboko
Nanga Eboko är en ort i Kamerun.   Den ligger i regionen Centrumregionen, i den centrala delen av landet, 130 km nordost om huvudstaden Yaoundé. Nanga Eboko ligger 615 meter över havet och antalet invånare är 29 909.
Terrängen runt Nanga Eboko är platt. Trakten runt Nanga Eboko är glesbefolkad, med 9 invånare per kvadratkilometer. Det finns inga andra samhällen i närheten. I omgivningarna runt Nanga Eboko växer i huvudsak städsegrön lövskog.